# Lilmalche
Lilmalche, jedno od dva Salishan plemena s otoka Thetis pred jugoistočnom obalom otoka Vancouver u Kanadi. Ovo pleme sastojalo se 1904. od svega 19 pripadnika. Hodge i Swanton vode ih kao dio Cowichana a  'Canadian Indian Office'  kao dio Penelakuta plemena koje živi na otocima Kuper i Galiano.

## Vanjske poveznice
- Cowichan Indians of Canada